# 三大神社 (草津市)
三大神社（さんだいじんじゃ）は、滋賀県草津市志那町に鎮座する神社である。式内社論社である。

## 祭神
- 志那津彦命
- 志那津姫命
- 大宅公主命

## 歴史
創祀年代不詳であるが、延喜式神名帳に記載の式内社伊冨伎神社の論社である。天智天皇の時代、風神二座（志那津彦命・志那津姫命）を祀り、応徳年間に大宅公主命が合祀されたと伝わる。明治時代に入り現社号に改められ、明治9年に村社に列した。

## 神紋
竹に二羽の雀

## 祭事
- 例祭（サンヤレ踊り）： 5月3日[1]
- 藤まつり：4月下旬から5月上旬[2]

## 文化財等
- 石燈籠 1基 - 国の重要文化財
- 般若経唐櫃 3合 - 市指定文化財
- 鞍 1具 - 京都国立博物館に寄託。

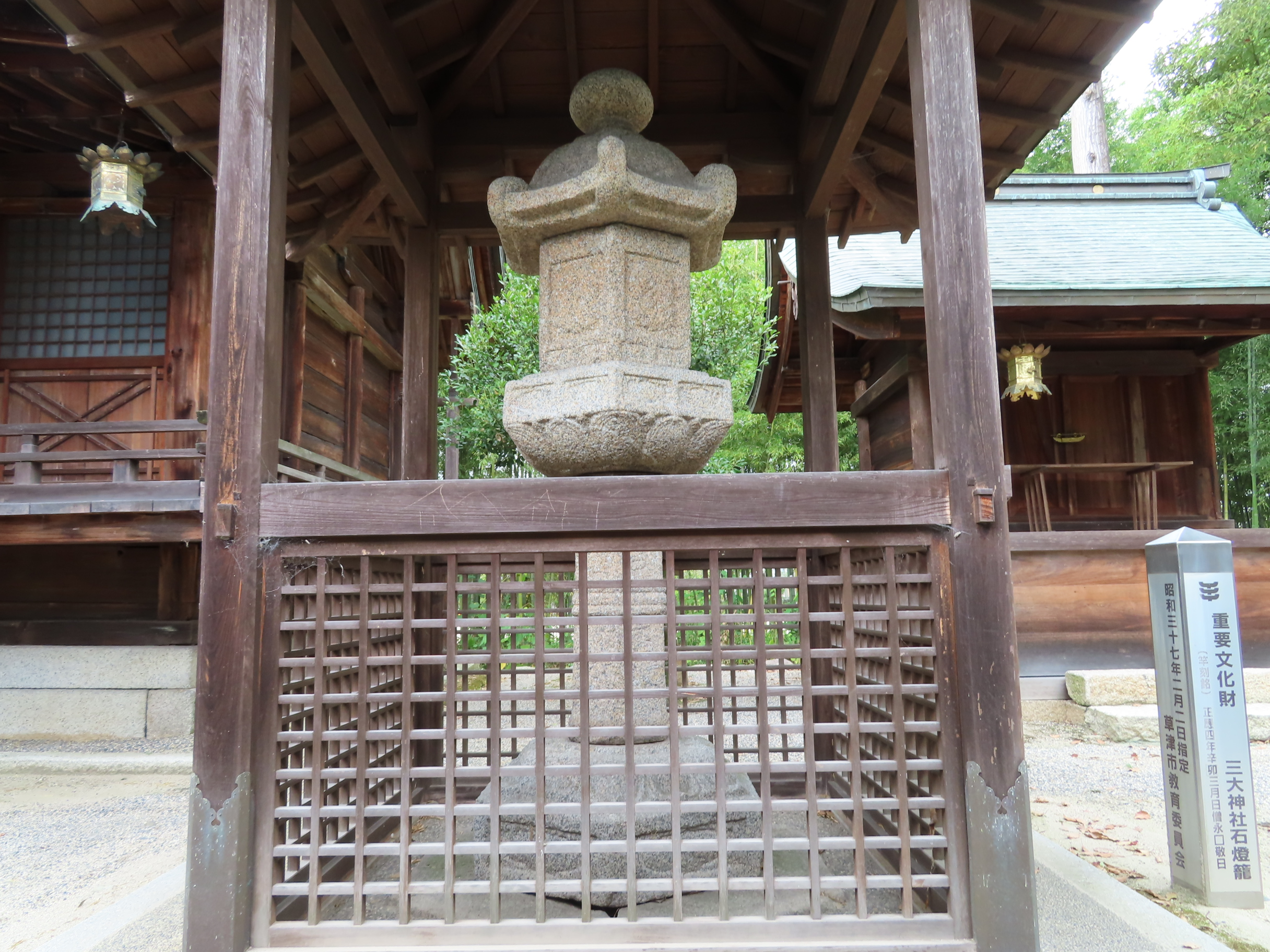
重要文化財の石燈籠

- 藤 - 滋賀県指定自然記念物、市指定文化財[3]

## 交通アクセス
- JR琵琶湖線（東海道本線）・JR草津線 草津駅西口から近江鉄道バス（烏丸下物線・琵琶湖博物館行）で「北大萱」停留所下車、徒歩6分。